# Nycteola nigerrina
Nycteola nigerrina är en fjärilsart som beskrevs av Claude Dufay 1958. Nycteola nigerrina ingår i släktet Nycteola och familjen trågspinnare. Inga underarter finns listade i Catalogue of Life.